# Координаты Борна
Координаты Борна в специальной теории относительности — система координат, применяемая для описания вращающейся окружности или (в более общем смысле) диска.

## Вращение окружности в специальной теории относительности
В неподвижной системе отсчёта окружность описывается двумя координатами {\displaystyle (T,\Phi )}, в которых метрика имеет вид
{\displaystyle ds^{2}=dT^{2}-R^{2}\,d\Phi ^{2},}
где {\displaystyle R} — радиус окружности, а скорость света полагается равной единице.
Вращение окружности описывается формулой
{\displaystyle \Phi =\varphi +\omega T,}
где {\displaystyle \Phi } — угловая координата в пространстве, {\displaystyle \varphi } — положение точки на окружности, {\displaystyle \omega } — круговая частота, а T — время неподвижной системы отсчёта.
Если мы рассмотрим одну точку окружности (то есть зафиксируем {\displaystyle \varphi }), то её мировая линия будут представлять собой винтовую линию.
Собственное время точек окружности определяется как
{\displaystyle {\sqrt {1-\omega ^{2}R^{2}}}\,T.}
Координатами Борна на окружности называется система координат {\displaystyle (T,\varphi )}.
Эти две координаты не являются ортогональными.
Метрика будет выглядеть как
{\displaystyle ds^{2}=(1-\omega ^{2}R^{2})\,dT^{2}-2\omega R^{2}\,dT\,d\varphi -R^{2}\,d\varphi ^{2}.}

## Вращение диска в специальной теории относительности

Пространственно-временная геометрия координат Борна на диске.
Красные кривые — мировые линии точек диска (фиксированы).
Чередующиеся синие и серые полосы показывают изменение.
Оранжевые кривые (/ \) — светоподобные кривые с постоянным.
Внизу справа — трёхмерное изображение. Сверху — развёртки цилиндров для трёх разных, повёрнутые так, чтобы направление собственного времени стало вертикальным.

Если рассмотреть равномерно вращающийся, как единое целое, диск (то есть круг), то добавляется третья координата {\displaystyle r}.
При этом {\displaystyle \omega } по-прежнему постоянно.
В таком случае множители будут зависеть от радиуса {\displaystyle r}.
Метрика будет выглядеть как
{\displaystyle ds^{2}=(1-\omega ^{2}r^{2})\,dT^{2}-2\omega r^{2}\,dT\,d\varphi -dr^{2}-r^{2}\,d\varphi ^{2}.}
На рисунке видно, как с возрастанием {\displaystyle r} и приближением линейной скорости вращения к световой система из двух координат {\displaystyle (T,\varphi )} становятся всё менее похожа на ортогональную.
Скорость света относительно «времени» {\displaystyle T} по ходу вращения уменьшается, а против вращения — возрастает.
Разумеется, радиус диска не может превосходить {\displaystyle c/\omega }, поскольку на этом удалении от оси вращения такая вращающаяся система отсчёта разгоняется до световой скорости.

## Определение расстояний и времён

### Проблемы с вращающимися координатами
Вращающаяся система отсчёта не является инерциальной и вызывает много проблем даже при поверхностном рассмотрении.
Как было показано, две координаты {\displaystyle (T,\;\varphi )} не ортогональны даже на одной окружности, причём это неустранимый недостаток — если мы синхронизуем время сразу по всей окружности с помощью скорости света, то система отсчёта не будет вращаться, а если отказаться от {\displaystyle T}, синхронизуя время лишь на куске окружности, то единая временная координата «не склеится».
На диске дело обстоит ещё хуже — часы не синхронизуются даже локально (см. эффект Саньяка).
К тому же, при исчислении собственного времени координату {\displaystyle T} приходится умножать на коэффициент уже не постоянный (как на окружности), а переменный, зависящий от {\displaystyle r}. Диск, оставаясь твёрдым, имеет разную скорость течения времени в зависимости от расстояния до оси вращения.
Из-за проблем со временем не совсем понятно как определять расстояние — некоторые определения не приводят к симметричной функции расстояния между двумя точками диска.
А не зная расстояний, мы не можем проверить, что диск вращается как твёрдое тело.

### МетрикаЛанжевена—Ландау — Лифшица
Тем не менее, оказывается возможным корректно определить расстояние на вращающемся диске в смысле римановой метрики.
То есть, естественная геометрия вращающегося диска не является евклидовой.